# Distrikt Chuschi
Der Distrikt Chuschi liegt in der Provinz Cangallo in der Region Ayacucho in Südzentral-Peru. Der Distrikt wurde am 2. Januar 1857 gegründet. Er besitzt eine Fläche von 412 km². Beim Zensus 2017 wurden 8906 Einwohner gezählt. Im Jahr 1993 lag die Einwohnerzahl bei 8080, im Jahr 2007 bei 8281. Sitz der Distriktverwaltung ist die 3141 m hoch gelegene Ortschaft Chuschi mit 1266 Einwohnern (Stand 2017). Chuschi liegt 23 km westlich der Provinzhauptstadt Cangallo.

## Geographische Lage
Der Distrikt Chuschi liegt im Andenhochland im westlichen Norden der Provinz Cangallo. Der Río Pampas begrenzt den Distrikt im Süden. Der Río Chicllarazo, Oberlauf des Río Cachi, entspringt im Nordwesten des Distrikts und durchquert den Norden des Distrikts, bevor er sich nach Nordosten wendet.
Der Distrikt Chuschi grenzt im Südwesten an den Distrikt Totos, im Nordwesten an den Distrikt Paras, im Norden an den Distrikt Vinchos (Provinz Huamanga), im Osten an die Distrikte Los Morochucos und María Parado de Bellido sowie im Süden an die Distrikte Alcamenca, Huamanquiquia und Sarhua (alle drei in der Provinz Víctor Fajardo).

## Ortschaften
Neben dem Hauptort gibt es folgende größere Ortschaften im Distrikt:
- Canchacancha (765 Einwohner)
- Catalinayocc (347 Einwohner)
- Quispillaccta (446 Einwohner)
- Uchuyri (278 Einwohner)
- Union Puncupata (2008 Einwohner)